# Regimiento de Infantería Mallorca n.º 13
El Regimiento de Infantería «Mallorca» n.º 13, «el Invencible», fue un regimiento de infantería del Ejército de Tierra de España, creado en 1682 para combatir a los corsarios y piratas que asaltaban las costas de España. Por eso su primer nombre fue el de «Tercio Nuevo de la Armada Real del Mar Océano», siendo disuelto en 1995. En 1746 recibió el sobrenombre de «Invencible» por su actuación sobre el río Todone, el 10 de agosto del mismo año.

## Historia
El Regimiento de Infantería Mallorca n.º 13 tiene origen y antigüedad en el año 1682, recibiendo su primera denominación como «Tercio Nuevo de la Armada y del Mar Océano», hasta que en 1704 cambia por la de «Regimiento Nuevo de la Armada y del Mar Océano», aunque también es conocido con el nombre del título que ostentaba su coronel, «Regimiento de la Santa Cruz». Con las resoluciones de Felipe V para poner nombre a los regimientos fijos, se le otorga el de «Regimiento de la Armada n.º 1», hasta que en 1718 tomó el nombre de Regimiento de infantería «Mallorca» n.º 14.
Cambia sucesivamente de numeración adoptando los nombres de Regimiento de infantería «Mallorca» n.º 19 en 1741; Regimiento de infantería «Mallorca» n.º 18 en 1769 y Regimiento de infantería «Mallorca» n.º 20 en 1815, año en que se incrementa el regimiento con el nuevo cuerpo conocido como Segundo de Vizcaya y en 1818 se le agrega un batallón del disuelto Regimiento «Hibernia». 
Con las reformas de la Infantería de 1823 se divide en batallones independientes, adquiriendo los nombres de «Batallón de infantería n.º 39» y «Batallón de infantería n.º 40», en 1828 recupera el pie de regimiento con el nombre de Regimiento de infantería «Mallorca» n.º 12, para cambiar su numeración en 1833 y conocerse como Regimiento de infantería «Mallorca» n.º 13.
En 1931 es fusionado con el Regimiento «Guadalajara» n.º 20 y da lugar al «Regimiento de infantería n.º 13», con el que permanece hasta su disolución en 1936. En 1939 y sobre la base de batallones de los Regimientos «Zaragoza» n.º 30, «San Quintín» n.º 25 y «Toledo» n.º 26, se organiza el Regimiento de infantería «Mallorca» n.º 13 con acuartelamiento en Lorca (Murcia), recogiendo el historial del «Mallorca» n.º 12.
En 1959 se reorganiza en agrupación con el nombre de Agrupación de infantería «Mallorca» n.º 13, cambiando nuevamente en 1963 por el tradicional de Regimiento de infantería «Mallorca» n.º 13, pasando en 1963 a Regimiento de infantería motorizable «Mallorca» n.º 13 y finalmente, en 1986 al de Regimiento de infantería mecanizada «Mallorca» n.º 13 hasta su disolución el 29 de diciembre de 1995 en el acuartelamiento Sancho Dávila de Lorca (Murcia).

## Acciones memorables
- Guerra en África (1695-1697). Destaca en la defensa de Ceuta.
- Guerra de Sucesión (1702). Defensa de Cádiz y castillo de Matagorda.
- Guerra con Portugal (1704-1705). Sitio de Salvatierra, asalto de Idanha-nova, Castelho-Branco, defensas de Valencia de Alcántara y Salvatierra.
- Guerra de sucesión española (1706-1712). Asalto de Orihuela, batalla de Almansa, ocupación de Alcoy, toma de Denia, Alicante, batalla de Zaragoza, asalto de Brihuega, victoria de Villaviciosa, defensa de Rosas y Gerona.
- Guerra con Francia (1719). Sitio y reconquista de Castell-Ciutat.
- Guerra en África (1720-1721). Defensa de la plaza de Ceuta.
- Guerra en Italia (1743-1747). Invasión de Saboya, acciones de Monta-Albano, Las barricadas, combate de batalla de Madonna del Olmo, sitio de Tortona, batalla de Basignana, acción de Codogno y batalla del río Tedone.
- Campaña de América (1765-1781). Toma de la colonia de Sacramento, invasión de Florida, toma del fuerte de Natchez, conquista de la plaza de Pensacola.
- Guerra de África (1775-1790). Participa en las desgraciadas acciones de Argel, defensa de Orán y fuerte Nacimiento.
- Guerra del Rosellón (1793-1795). Socorro de Vinzac, toma de Ceret, batallas de Masdeu y Thuir, defensa de Tolón, Trompete, Montesquieu, San Lorenzo de la Muga, defensa de Báscara y batalla de Pontós.
- Guerra con Portugal (1801). Sitio de Campo-Mayor, acciones de Arronches y Flor de Rosa.
- Guerra de independencia española (1808-1814). Batalla de Rioseco, toma de Bilbao, combate de Zornoza, Valmaseda, batallas de Espinosa de los Monteros y Gamonal, defensa de los vados del río Tiétar. Acción de Turienzo de los Caballeros, batallas de Medallín, Talavera y Medina del Campo, defensas de Ciudad Rodrigo, Badajoz y Sierra Morena. Batalla de Vitoria, sitio de Pamplona.
- Guerra Constitucional (1822). Acción de Calaf, Castallfullit, Puebla de Segur y Bellvert.
- Primera guerra carlista (1833-1840). Cerco de Morella, Hostall y Coll de Villabona. Acciones de Pinares de Olmo y Ochagavía, Viscarret, combate de Peña de Orduña. Acción de Linzoáin y Espinar. Combate en Villarreal de Álava y batalla de Luchana. Acciones de Galdácano, Baceite y Gandesa. Batallas de Catí y Villar de Canes. Socorro de Lucena, Morella y Urdax, acciones de Montalbán y Alcora. Sitio del castillo de Segura, Castellote y Morella.
- Guerra de África (1860). Destaca en las acciones de la plaza de Tetuán.
- Sexenio democrático y tercera guerra carlista (1868-1876). Ataque al puente de Alcolea, acciones de la Muñecas, Villarreal de Álava, Lumbier, Aoiz y batalla de Oteiza. Combates de Berrón, Caladilla, Valmaseda, Peña Complacera. Ataques de Anzo, Covides y Mediana y ocupación de Celadilla, Bortedo, Monte Muro y Monte Hernio.
- Guerra de Cuba (1895-1898). Defensa de puestos guarnecidos en líneas fortificadas.
- Campañas de Marruecos (1911-1924). Toma de los montes de Talusit, Tumiats y Zarrora. Ataque de Beni-Ider, blocao de Loma Amarilla. Operaciones de Beni-Salem. Ocupación de Tazaruf. Defensas heroicas de los sitios de Rabta y Sidi-Otzmán.

## Apoyo al golpe de Estado de 1981
El 23 de febrero de 1981, el coronel al mando Adolfo Vara del Rey apoya el golpe de Estado. Llama al entonces alcalde socialista José López Fuentes y le dice: «Ahora soy yo el que mando».
A las seis de la mañana del día siguiente, después de que Jaime Milans del Bosch depusiera su actitud, volvía a telefonear a la primera autoridad municipal de Lorca, diciéndole: «Le devuelvo el mando».
Fue el único mando del ejército en la Región de Murcia que acató las órdenes anticonstitucionales del general sublevado Jaime Milans del Bosch, capitán general de la III Región Militar.
La emisora Radio Popular de Lorca, pueblo en que se situaba el regimiento, recibió la visita de un capitán del regimiento acompañado de varios soldados y fue obligada a leer el bando del general Milans del Bosch.
El coronel del regimiento sacó las tropas a la calle y marchó hacia la ciudad de Murcia, incluso dio órdenes al capitán Morcillo de ocupar la ciudad de Alcoy, orden que se negó a obedecer el citado oficial y que le costó un arresto.
Un convoy del regimiento partió a las 12:30 de la noche camino de la capital, convoy en el que se incluía ambulancia y cocinas de campaña, pero antes de llegar a Alcantarilla los paró la policía militar y tras un breve diálogo los convenció de que diesen la vuelta. Parece ser que el mensaje del rey por televisión había hecho cambiar de opinión al responsable del regimiento, también se dijo que en la base aérea de Manises que no acató las órdenes de Milans del Bosch, como tampoco lo había hecho el almirante de la Zona Marítima del Mediterráneo en Cartagena, había 24 aviones Mirage III preparados por si tenían que intervenir contra el golpe, y uno de sus objetivos era el convoy del Mallorca 13 si seguía en el empeño de avanzar hacia Murcia.
El coronel Vara de Rey devolvió el mando al alcalde de Lorca sobre las seis de la mañana del día 24.

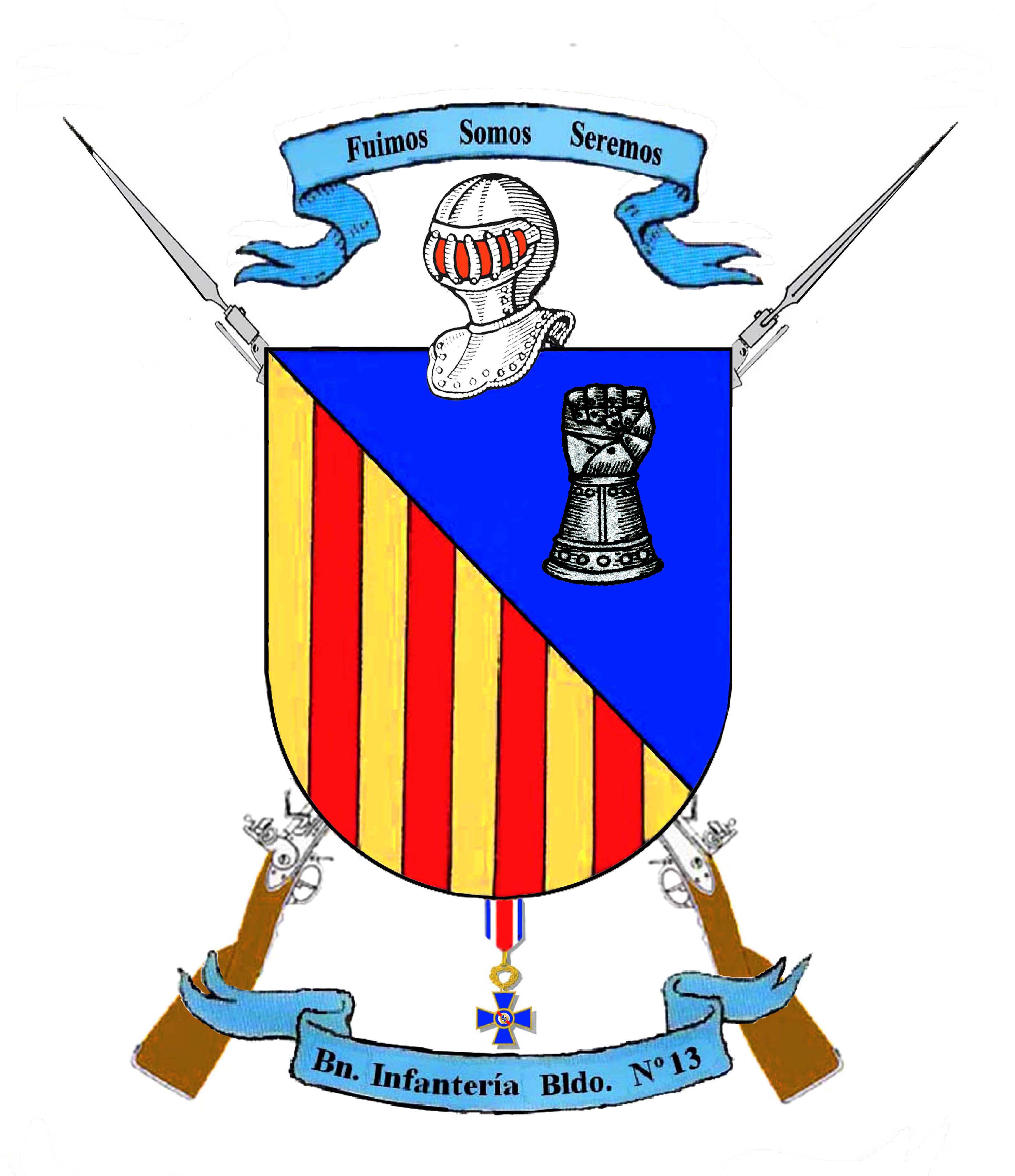
Emblema representativo del Batallón de infantería blindado n.º 13.

## Escudo
El escudo de armas del Regimiento de infantería «Mallorca» n.º 13: en campo de oro, cuatro barras de gules. Brochante cotiza en azul y cargada de inscripción en sable «Regimiento Mallorca n.º 13». Timbrado de bacinete y superado del Rat-Penat. El todo, circundado de cinta de plata, con lema en sable «Antes quemadas que vencidas».
Entre las recompensas más destacadas concedidas al «Mallorca» n.º 13 se pueden citar:
Derecho de colocar en sus banderas la inscripción «Prius flamis combusta, quam armis Mallorca victa», concedida en 1746 por la acción del río Todone.
La Cruz de distinción de la Fuga de Portugal concedida en 1815.
El escudo de distinción del Ejército del Norte concedida en 1837 por su acción de Gayangos.
Las armas del antiguo Reino de Mallorca (España), utilizadas en el Escudo de Armas del Regimiento de infantería mecanizada «Mallorca» n.° 13, son lucidas por el Batallón de infantería blindado n.º 13 del Ejército Nacional de la República Oriental del Uruguay, con la cual la unidad se hermana desde el año 1989.